# Freedom (album, Akon)
Freedom je třetí studiové album amerického zpěváka Akona. Vyšlo v prosinci 2008. Během prvního týdne se prodalo 110 000 kopií tohoto alba. Zajímavostí je, že jde o Akonovo první album, které nenese označení "nevhodné pro mladistvé" (Parental Advisory).

## Seznam skladeb
1. „Right Now (Na Na Na)“ – 4:01
2. „Beautiful“ (ft. Colby O'Donis a Kardinal Offishall) – 5:13
3. „Keep You Much Longer - 4:21
4. „Troublemaker“ (ft. Sweet Rush) – 3:57
5. „We Don't Care“ – 4:16
6. „I'm So Paid“ (ft. Lil Wayne a Young Jeezy) – 4:24
7. „Holla Holla“ (ft. T-Pain) – 3:00
8. „Against the Graint“ (ft. Ray Lavender) – 4:04
9. „Be With You“ – 3:51
10. „Sunny Day“ (ft. Wyclef Jean) – 5:13
11. „Birthmark“ – 4:23
12. „Over the Edge“ – 4:27
13. „Freedom“ – 4:14

## Singly
- „Right Now (Na Na Na)“
- „I'm So Paid“
- „Beautiful“
- „Be With You“
- „We Don't Care“